# Lafarre (Ardèche)
Lafarre é uma comuna francesa na região administrativa de Auvérnia-Ródano-Alpes, no departamento de Ardèche. Estende-se por uma área de 11,33 km². Em 2010 a comuna tinha 39 habitantes (densidade: 3,4 hab./km²).